# Ttokkuk
A ttokkuk (hangul: 떡국; RR: tteokguk) egy hagyományos koreai étel, amelyet különösen a Sollal 설날, a koreai újév ünnepén fogyasztanak. Ez az ízletes leves, amelyben a ttok néven ismert vékonyra szeletelt rizssütemények találhatók, különleges helyet foglal el a koreai konyhakultúrában, mivel az újév beköszöntét és az életkor gyarapodását szimbolizálja. A koreaiak úgy tartják, hogy minél többet esznek belőle az újév első napján, annál több szerencse éri őket az elkövetkezendő évben.

## Hozzávalók és elkészítés
A ttokkuk jellemzően néhány kulcsfontosságú összetevőből készül.
Ttok 떡 (rizssütemény): A fő összetevő a ttok, amely egy puha, rágós rizsnudli. Ebben az esetben a leveshez vékonyra szeletelik őket, egyfajta tallér formát alkotva ezzel. Ezek a rizstallérok a hosszú életet és a jólétet szimbolizálják.
Alaplé: A leves alapja általában tiszta marhahús- vagy szardellaleves, de létezik csirke- vagy zöldséglevesből készült változat is. A klasszikus változathoz azonban marhahúslevest vagy marhacsontlevest használnak.
Egyéb gyakori hozzávalók: vékonyra szeletelt marhahús, tojás, szeletelt zöldségek, például koreai retek vagy spenót (ízlés szerint erőspaprika), valamint köretek, például pirított hínárcsíkok (kim 김) vagy újhagyma.
A ttokkukot a következő módon készíthetjük el:
1. A rizstorta-szeleteket áztassuk hideg vízbe körülbelül 20 percre.
2. Egy nagy fazékban forraljuk fel a húst, a hagymát, az újhagymát és a fokhagymát vízben. Csökkentsük a hőt, és távolítsuk el a habot. Forraljuk lefedve, amíg a hús kellően puha lesz az aprításhoz, körülbelül egy óráig vagy tovább. Adhatunk hozzá még vizet, ha túl sok elpárolgott.
3. Vegyük ki a húst és hűtsük le. Távolítsuk el a zöldségeket is, és rakjuk őket félre későbbre.
4. Adjuk hozzá a leveshez a szójaszószt, sót és borsot ízlés szerint.
5. A kihűlt marhahúst vágjuk vékony csíkokra ízlés szerint, és keverjük össze fokhagymával, szezámolajjal, valamint némi sóval és borssal.
6. A tojásos díszítéshez (csidan 지단) válasszuk szét a tojásfehérjét és a sárgáját. A fehérjét egy kanállal finoman felverjük, míg a sárgáját simára keverjük.
7. Melegítsünk fel egy enyhén olajozott tapadásmentes serpenyőt közepes lángon. Öntsünk minden tojásrészt vékony rétegbe, a serpenyő megdöntésével vagy egy fakanál segítségével oszlassuk el egyenletesen. Mindegyik oldalát röviden megsütjük.
8. A tojáslapot feltekerjük, és rövid, vékony csíkokra szeleteljük. Az újhagymát és a szárított hínárt szintén vékonyan felvagdossuk, utóbbit azonban kézzel is összetörhetjük.
9. Forraljuk vissza a húslevest. Adjuk hozzá a rizstallérokat, és főzzük őket puhára, általában körülbelül 5-8 percig. Öntsük a gőzölgő levest külön tálakba, és díszítsük a felaprított marhahússal, tojással, újhagymával és hínárcsíkokkal.

## Jelentősége és szimbolizmusa
A ttokkuk mély kulturális jelentőséggel bír a koreai társadalomban, különösen a Sollal (설날) ünneplése során. A ttokkuk fogyasztása újév napján szokás, mivel azt jelképezi, hogy az ember ilyenkor egy évvel idősebb lesz. A koreai hagyomány szerint újév napján mindenki egy évvel idősebb lesz, függetlenül a tényleges születésnapjától.
A rizsnudlik hosszú, hengeres formája a hosszú élet kívánságát jelképezi, míg a tteokguk elfogyasztása az elmúlt év lezárását és az újév újrakezdésének üdvözlését jelképezi.

## Variációk és regionális különbségek
Bár a ttokkuk alapreceptje változatlan, Korea különböző régióiban, illetve még a családokon belül is vannak eltérések. Egyes régiókban másfajta húslevest vagy regionális összetevőket használnak, ami kissé eltérő ízeket és textúrákat eredményez.